# Tatjanka

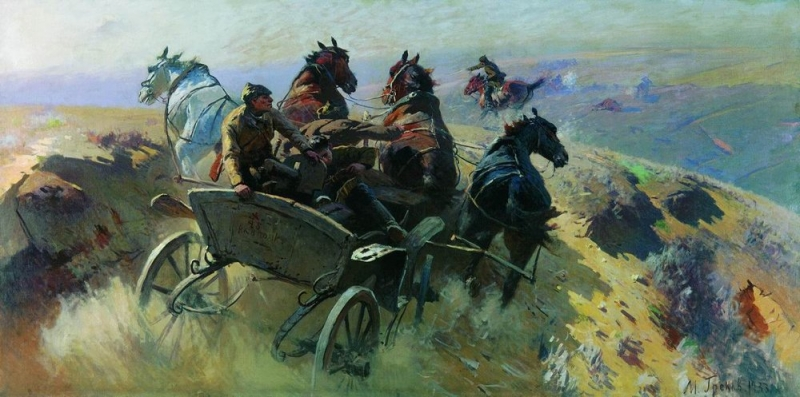
Målning av Mitrofan Grekov från 1933 föreställande tatjanka med kusk och kulsprutebesättning.

En tatjanka (ukrainska: тачанка) var en hästvagn med en baktill uppmonterad kulspruta som användes i Östeuropa i början på 1900-talet. Antalet hästar varierade mellan två och fyra och bestyckningen var ofta provisorisk fram till massproduktionen av standardiserade modeller senare under mellankrigstiden.

## Historik

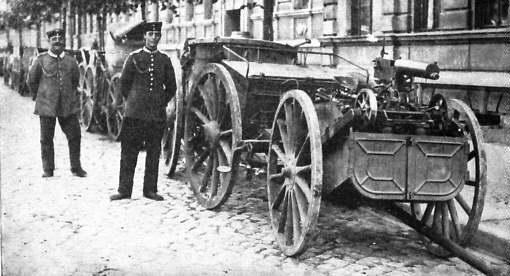
Rysk tatjanka visas upp i Berlin som tyskt krigsbyte under första världskriget.

Kulsprutebestyckade hästvagnar användes i mindre utsträckning på östfronten under första världskriget; den omfattande bristen på både bränsle och fordon gjorde hästvagnar till ett självklart val för den dåligt utrustade tsarryska krigsmakten. Tatjankan lär ha uppfunnits av den anarkistiske revolutionären Nestor Machno som ledde en upprorsarmé i Ukraina under ryska inbördeskriget och satte in dem på stor skala mot både kommunister och rojalister. Användningen av tatjankor i fält nådde sin höjd under ryska inbördeskriget (främst av Svarta armén och senare Röda armén) men fortsatte ända in på 1940-talet.

### Senare användning
Under polsk-sovjetiska kriget började även den polska armén att använda tatjankor, i regel provisoriskt bestyckade med vad som fanns till hands, men sedermera började man även att fabrikstillverka standardiserade modeller av taczanka. Både i Republiken Polen och Sovjetunionen användes tatjankor fram till och under andra världskriget. De polska standardmodellerna utrustades med kulsprutemodell Ckm wz. 30. Även Nazityskland satte in bestyckade hästvagnar i kriget, till exempel den för luftvärn anpassade Maschinengewehr-Wagen 36 (If.5).

## Bestyckning

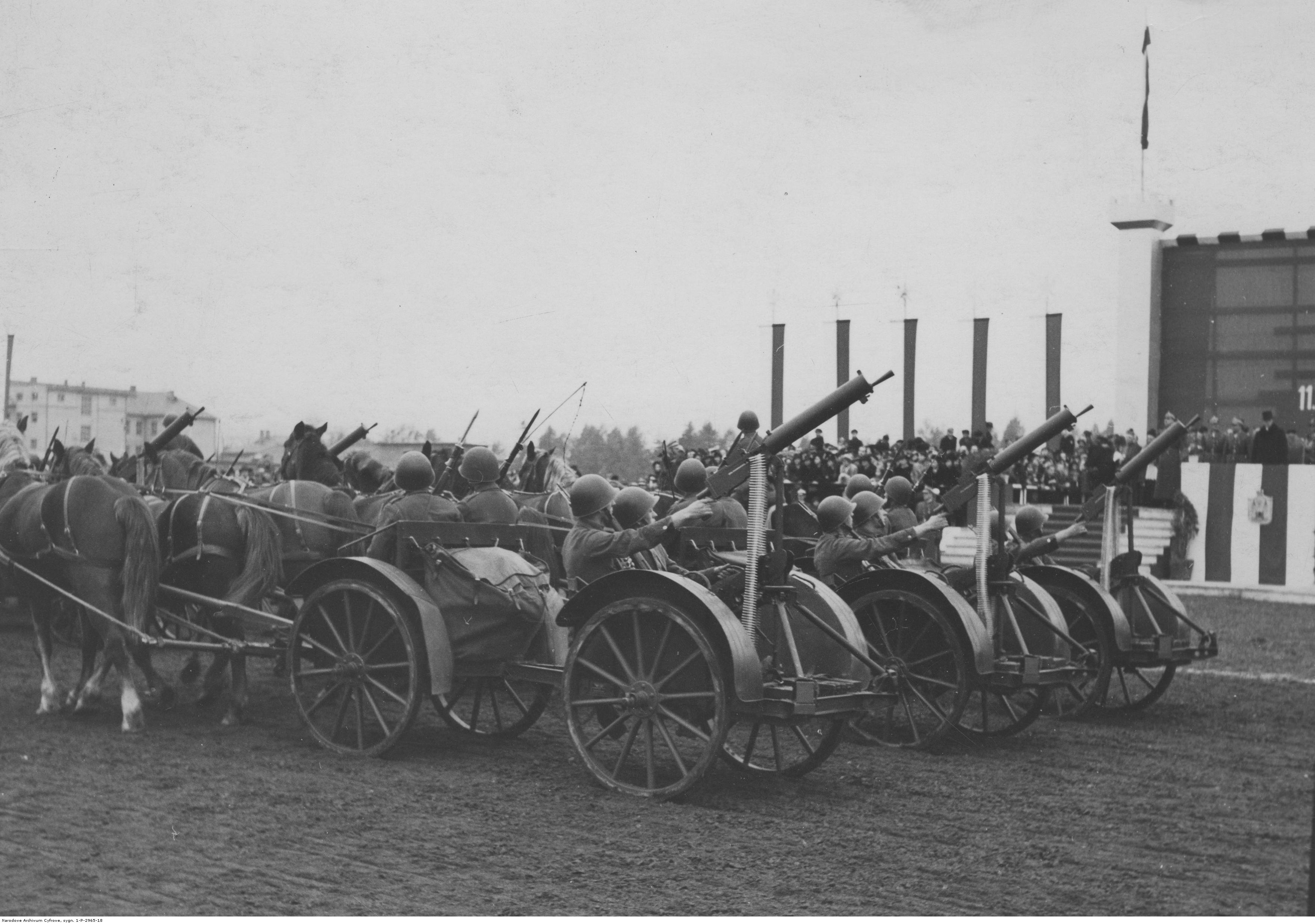
Polska kulsprutebestyckade hästvagnar på parad. Fotografi från 1938.

Tatjankans bestyckning varierade och ofta användes de kulsprutor som fanns till hands, i Ryssland främst PM M1910 eller gamla Maximkulsprutor och i Polen många olika sorters kulsprutor fram till fabriksproduktionen påbörjades. Gentemot bestyckade bilar hade tatjankan en klar nackdel i att kulsprutan inte kunde rotera i lika många riktningar. Tatjankan gav däremot mobilitet och användes särskilt i södra Rysslands slättlandskap, ordentliga vägar var sällsynta och dåligt underhållna vilket i praktiken förhindrade fordonstrafik så häst och vagn var det självklara transportmedlet. Att vanliga hästvagnar, något många bönder ägde, enkelt kunde göras om för militärt bruk var också en fördel. Hästarnas snabbhet utnyttjades för att storma fientliga ställningar och genom en koordinerad manöver kunde alla vagnar vändas så att kulsprutorna riktades framåt för att t.ex. slå tillbaka fientligt kavalleri.

### Fotnoter
1. ↑  Hemmets årsbok 1941 i Projekt Runeberg
2. ↑  William Henry Chamberlin, Russia's Iron Age, Ayer Publishing, 1970, s.201; V. Rapoport, Y. Alekseev, V. G. Treml (translated by B. Adams)
3. ↑  High Treason: Essays on the History of the Red Army, 1918-1938, Duke University Press, 1985, s.68
4. ↑  (2003). Armored Units of the Russian Civil War: White and Allied, Osprey Publishing, s.6